# Avitta pectinata
Avitta pectinata är en fjärilsart som beskrevs av Holloway 1979. Avitta pectinata ingår i släktet Avitta och familjen nattflyn. Inga underarter finns listade i Catalogue of Life.